# Franz Korn
Franz Korn (* 5. Februar 1940) ist ein ehemaliger deutscher Fußballspieler, der zwischen 1958 und 1976 für Motor Bautzen in der DDR-Liga aktiv war. 

## Sportliche Laufbahn
Bis 1957 spielte Franz Korn bei der Betriebssportgemeinschaft (BSG) Motor im Oberlausitzer Königswartha, zuletzt in der Juniorenmannschaft. Zur Saison 1958 (Kalenderjahr-Saison) wechselte er im Alter von 18 Jahren zum zweitklassigen DDR-Ligisten BSG Motor Bautzen. Während er in dieser Saison nur einmal in der DDR-Liga eingesetzt wurde, war er 1959 mit 23 Einsätzen in 26 Ligaspielen und mit vier Toren bereits Stammspieler als Stürmer. Nachdem er 1960 24 Punktspiele bestritten und fünf Tore erzielt hatte, musste Motor Bautzen aus der DDR-Liga absteigen und trat 1961/62 (Rückkehr zum Sommer-Frühjahr-Spielrhythmus) in der drittklassigen II. DDR-Liga an. Es gelang sofort der Wiederaufstieg, und Korn konnte danach sechs weitere Spielzeiten in der I. DDR-Liga verbringen. In dieser Zeit konnte er seinen Stammplatz in der Mannschaft mit 155 Einsätzen bei 176 ausgetragenen Ligaspielen behaupten und blieb auch weiterhin ein erfolgreicher Torschütze. 1966/67 erzielte er elf Treffer und wurde damit zum Torschützenkönig seiner Mannschaft. 1968 musste Motor Bautzen erneut absteigen, nun in die drittklassige Bezirksliga Dresden (die II. DDR-Liga war eingestellt worden). Diesmal dauerte es bis 1974, ehe Motor Bautzen wieder in die DDR-Liga zurückkehrte. Mit vier bzw. zwei Ligaeinsätzen half Korn noch in zwei Spielzeiten aus, danach beendete nach der Saison 1975/76 36-jährig seine Laufbahn als Leistungsfußballer. Für Motor Bautzen hatte er in elf DDR-Liga-Spielzeiten 209 Spiele bestritten und 46 Tore erzielt. Er engagierte sich auch später noch bei der BSG Motor und beim Nachfolger FSV Budissa Bautzen. Bei der FSV gehörte er noch 2018 dem Ehrenrat an. 